# Saint-Rémy, Aveyron
 Saint-Rémy là một xã ở tỉnh Aveyron, thuộc vùng Occitanie ở miền nam nước Pháp.